# Großsteinbach
Großsteinbach là một đô thị thuộc huyện Fürstenfeld bang Steiermark, nước Áo. Đô thị Großsteinbach có diện tích 21,24 km², dân số thời điểm cuối năm 2008 là 1382 người.
Bản mẫu:Đô thị của Fürstenfeld